# Paul Lecardonnel
Paul Lecardonnel, né le 10 septembre 1869 à Paris et mort le 8 décembre 1898, est un architecte français.

## Biographie

### Origines et études
Paul Alexandre Lecardonnel naît le 10 septembre 1869 vers minuit, dans le 11e arrondissement de Paris. Il est le fils de Louis Alexandre Lecardonnel (rentier) et d'Adèle Stéphanie Cherouvrier (épouse), alors respectivement âgés de 45 et 31 ans.
En mars 1886, il tente l'admission aux Beaux-Arts de Paris mais c'est le 5 août 1886 qu'il est admis en 2e classe. À partir du 10 février 1886, il est d'abord l'élève de Lucien Torlet, architecte sous-inspecteur des travaux de la Ville de Paris, puis à partir du 7 août 1886, l'élève de Julien Guadet,. Ses études sont couronnées par l'admission en loge pour le concours du Grand prix.

### Projets et réalisations
Il remporte par la suite, en collaboration avec Alexandre Maistrasse, la seconde prime dans le concours pour la construction de l'hôtel de la Caisse d'épargne de Fontainebleau. Au début de l'année 1898, il obtient, en collaboration avec Georges Morin-Goustiaux, la première prime pour un immeuble bancaire[Lequel ?] (siège social de La New-York, compagnie d'assurance américaine), entre le boulevard des Italiens et la rue Laffitte ; les deux lauréats se chargent de diriger l'exécution du projet.
Il est aussi l'associé du sculpteur parisien Paul Chevré qui remporte le concours pour l'édification du monument à Samuel de Champlain à Québec. Cette statue est dévoilée lors de son inauguration le 21 septembre 1898, cérémonie à laquelle Lecardonnel participe.

### Décès
C'est à la suite de ce voyage au Québec qu'une indisposition, d'abord légère, s'aggrave subitement. Il en succombe le 6 décembre 1898,,.